# Scraptia immaculata
Scraptia immaculata es una especie de coleóptero de la familia Scraptiidae.

## Distribución geográfica
Habita en Filipinas.